# Estanislao Basora
Estanislao Basora Brunet (Barcellona, 18 novembre 1926 – Las Palmas, 16 marzo 2012) è stato un calciatore spagnolo che ha giocato principalmente per il Barcellona con cui tra il 1946 e il 1958 ha giocato 237 partite segnando 89 reti.
In Nazionale ha giocato 22 partite segnando 13 gol ed ha partecipato alla Coppa del Mondo del 1950.

## Palmarès

### Club

#### Competizioni nazionali
- Campionato spagnolo: 4

Barcellona: 1947-1948, 1948-1949, 1951-1952, 1952-1953
- Coppa di Spagna: 4

Barcellona: 1951, 1952, 1953, 1957
- Coppa Eva Duarte: 3

Barcellona: 1948, 1952, 1953

#### Competizioni Internazionali
- Coppa delle Fiere: 1

Barcellona: 1955-1958
- Coppa Latina: 2

Barcellona: 1949, 1952